# Fernando de Castro Rodríguez
Fernando de Castro Rodríguez (Madrid, 25 de febrer de 1896 - Madrid, 15 d'abril de 1967) va ser un metge i investigador espanyol. Fernando de Castro va ser vicedirector de l'Institut Cajal i membre corresponent de la Comissió per Neuropatologia de la Fédération Mondiale de Neurologie de Berchem, Anvers, Bèlgica. Llorejat per la Reial Acadèmia de Medicina de Madrid amb mitja dotzena de premis i va col·laborar amb diversos autors, incloent-hi Ramón y Cajal en la publicació de diversos llibres de text.

## Educació
Fernando de Castro va ser, al costat de l'aragonès Rafael Lorente de No, el més jove dels deixebles directes de Santiago Ramón y Cajal. Encara que va començar a formar-se al costat del neuropatòleg Nicolás Achúcarro, en caure aquest malalt, va passar a treballar directament amb Cajal el 1916, de qui ja no se separaria fins a la seva mort.
El 1922 es va doctorar en la Universitat de Madrid amb el seu treball sobre l'estructura dels ganglis sensitius i simpàtics en estat normal i patològic. Aquesta línia de recerca va suposar el primer reconeixement científic de Fernando de Castro, que va ser considerat durant dècades el major especialista del tema, al costat del rus Lavrentiev, i motiu pel quin va ser convidat per Wilder Penfield a redactar els capítols corresponents en el seu cèlebre tractat de neurologia. A més, aquest treball li va comerciejar la distinció del seu mestre, Ramón y Cajal, qui va saber reconèixer la inusual destresa adquirida pel seu jove deixeble en la tècnica histològica, la qual cosa li portaria a escollir-lo per publicar conjuntament el llibre "Elementos de técnica micrográfica del sistema nervioso", publicat el 1933 i en el qual es compendiaven totes les tècniques i protocols desenvolupats per la denominada Escola Espanyola de Neurologia o Escola de Cajal.

## Neurohistologia

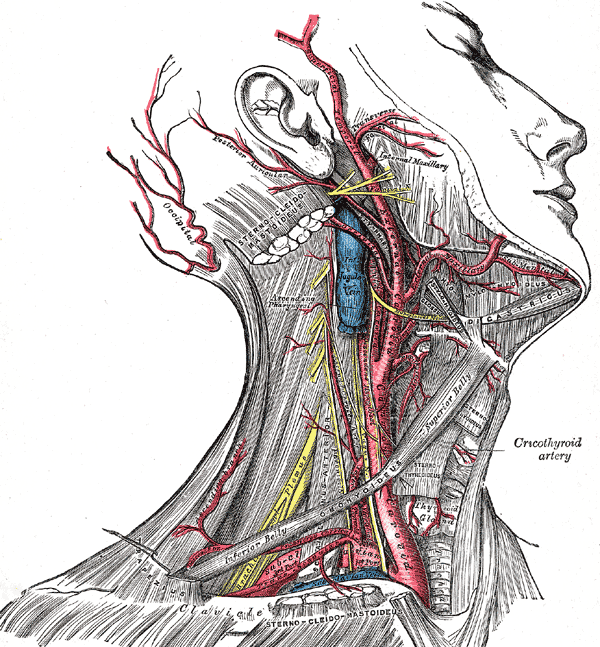
Artèria carótida dreta i la seva dilatació en l'extrem inferior, extensament estudiats per Castro Rodriguez i el seu equip en l'Institut Cajal.

Intervinguda la dècada de 1920, Fernando de Castro escomet l'estudi de la inervació sensorial de la regió aorto-carotídia, on va distingir els baroreceptors (que detecten els canvis de pressió dels vasos sanguinis) dels quimioreceptors (que detecten els canvis en la composició química de la sang), situant aquests en una dilatació de la artèria caròtida interna anomenada "glomus caroticum", cosa que potser ha de ser considerada la seva major contribució científica, ja que es tracta de la primera descripció d'un quimioreceptor.
Així, Fernando de Castro assentava les bases anatòmiques dels reflexos cardio-respiratoris descrits pel fisiòleg alemany Heinrich Hering uns pocs anys abans i, a més, orientava al fisio-farmacòleg belga Corneille Heymans a l'estudi del "glomus caroticum" com a centre dels reflexos quimiosensorials: després de la visita de Fernando de Castro al laboratori de Corneille Heymans en la Universitat de Gant, aquest i els seus deixebles van reorientar els seus estudis en la senda que el portaria a obtenir el Premi Nobel de Fisiologia o Medicina el 1938. Sense la hipòtesi i els estudis de Fernando de Castro, aquest estudi hagués estat molt més difícil i s'hi hagués perllongat en el temps, motiu pel qual molts membres de la comunitat científica internacional van considerar i consideren que Fernando de Castro hauria d'haver compartit el Premi Nobel amb el belga Heymans.

## Escola Cajal
Durant la Guerra Civil Espanyola, van ser Fernando de Castro i Jorge Francisco Tello Muñoz els deixebles de Cajal que es van encarregar de defensar l'Institut Cajal (i tot el seu equipament i pertinences), cosa que van complir amb estoica eficàcia i desafiant els perills que derivaven que la capital d'Espanya fos front de guerra durant gairebé tota la contesa. Finalitzada aquesta, Fernando de Castro va constituir el Museu Cajal, dins de l'Institut, i va ser desposseït de la seva càtedra a la Universitat per motius polítics, fins que el 1950 en va ser reposat.
Fins a la seva mort el 1967, Fernando de Castro va ser, potser, el més genuí representant de l'Escola de Cajal, sempre interessat a venerar la figura de l'aragonès universal, la qual cosa li va portar, entre altres coses, a organitzar el 1952 un reeixit congrés científic amb motiu del primer centenari del naixement de Cajal, congrés celebrat a Madrid i al que van acudir diversos premis Nobel de Medicina, malgrat el delicat de la situació espanyola de llavors. Però, a més, Fernando de Castro va procurar perpetuar de forma activa l'exemple de Cajal, cosa que va aconseguir de forma molt significativa amb la sèrie de deixebles i col·laboradors que es van formar o van treballar al costat d'ell, com els destacats morfòlegs Constantino Sotelo i Facundo Valverde García i els fisiòlegs Antonio Gallego i Antonio Fernández de Molina.
Amb motiu del Premi Nobel concedit a Severo Ochoa (1959), Fernando de Castro va compondre, al costat del ginecòleg Jesús García-Orcoyen i al fisiòlog José Mª Corral, la delegació oficial que va representar Espanya en els actes celebrats a Estocolm.

## Mèrits
Fernando de Castro va ser Doctor en Medicina, va obtenir la càtedra d'Histologia i Embriologia General en la Facultat de Medicina de la Universitat de Madrid. Va ser vicedirector i Director Honorari de l'Institut Ramón y Cajal, i soci honorari de la Societat Espanyola d'Otorinolaringologia. Conseller del Patronat Santiago Ramón y Cajal del CSIC i membre corresponent de la Comissió per Neuropatologia de la Fédération Mondiale de Neurologie de Berchen Anvers, de la Internacional Brain Research Organization, del Editorial Board of Experimental Neurology, Bethesda, Maryland. Soci estranger de l'Academia Nazionale dei Lincei.
Membre honorari de la Facultat de Medicina de Concepción, Xile, de l'Acadèmia Nacional de Medicina de Lima, de la de Medellín i de la de Madrid. Llorejat per la Reial Acadèmia de Medicina de Madrid amb els premis Rodríguez Abaytua, el 1923; Martínez i Molina, el 1924; Obieta, el 1941; Santiago Ramón y Cajal, el 1947; i el premi de l'Acadèmia, el 1949.
El 1966 va rebre la Gran Creu de l'Orde Civil d'Alfons X el Savi. Ha col·laborat en l'obra de Wilder Penfield "Citology and Cellular Pathology of the Nervous System". El 1963 fou nomenat acadèmic de la Reial Acadèmia de Ciències Exactes, Físiques i Naturals, però va morir sense prendre'n possessió.
Va ser contractat per la Institució Cultural de Buenos Aires per dictar un curs sobre el sistema nerviós vegetatiu en la Facultat de Medicina. En la Institució Cultural de l'Uruguai va explicar cinc conferències sobre l'estructura del teixit nerviós. En col·laboració amb Santiago Ramón y Cajal va publicar el llibre "Técnica micrográfica del sistema nervioso".

## Obres
- Fernando de Castro (1981) La Escuela Neurológica Española. Editorial de la Universidad Complutense de Madrid. ISBN 84-7491-014-5.